# Palindromtal
Ett palindromtal är ett tal som, skrivet i en viss talbas, blir samma oavsett om man läser det framlänges eller baklänges.
Exempel: 111,111,111 x 111,111,111 = 12,345,678,987,654,321

## Naturligapalindromtal ibasen 10
De första naturliga palindromtalen i basen 10 är:
0, 1, 2, 3, 4, 5, 6, 7, 8, 9, 11, 22, 33, 44, 55, 66, 77, 88, 99, 101, 111, 121, 131, 141, 151, 161, 171, 181, 191, 202, 212, 222, 232, 242, 252, 262, 272, 282, 292, …

## Beräkning av palindromtal via 196-algoritmen
Ett palindromtal kan även räknas fram genom att man tar ett icke-palindromtal och vänder detta, lägger därefter ihop dessa tal och upprepar operationen med summan till dess att ett palindromtal erhålls. Exempel:
411 är inte ett palindromtal. 411 + 114 = 525 som är ett palindromtal.
Nämnas bör också att talet 196 troligtvis (ingen har ännu lyckats bevisa det) inte resulterar i ett palindromtal hur många gånger man än reverserar och adderar på varandra följande summor. Detta sällsamma beteende har gjort att den ovan beskrivna algoritmen kallas 196-algoritmen.

## Potenstal
Det finns många palindromiska potenstal nk, där n är ett naturligt tal och k är 2, 3 eller 4.
- Palindromiska kvadrater: 0, 1, 4, 9, 121, 484, 676, 10201, 12321, 14641, 40804, 44944, ... (talföljd A002779 i OEIS)
- Palindromiska kuber: 0, 1, 8, 343, 1331, 1030301, 1367631, 1003003001, ... (talföljd A002781 i OEIS)
- Palindromiska fjärdepotenser: 0, 1, 14641, 104060401, 1004006004001, ... (talföljd A186080 i OEIS)

Det enda icke-palindromiska vars kub är ett palindromtal är 2201.